# Le Mêle-sur-Sarthe
Le Mêle-sur-Sarthe é uma comuna francesa na região administrativa da Normandia, no departamento Orne. Estende-se por uma área de 0,62 km². Em 2010 a comuna tinha 690 habitantes (densidade: 1 112,9 hab./km²).145 hab/km².